# Podmornica letalonosilka
Podmornica letalonosilka je večja vojaška podmornica, ki je sposobna sprejeti na krov letalo.
Letalo je shranjeno v posebnem prostoru, ki se nahaja pred ali za stolpom; zaradi omejenega prostora ima letalo zložjiva krila. V primeru potrebe se letalo zapelje izven transportnega prostora, razprostre krila in se ga nato namesti na raketni katapult, s pomočjo katerega nato vzleti. Zaradi pomanjkanja prostora na trupu podmornice letalo ne more pristati na trupu, ampak je zato hidroplan, ki pristane na morski gladini zraven podmornice, od koder ga nato dvignejo nazaj na trup in pospravijo v skladiščni prostor.
Letala so uporabljane za opazovalne/izvidniške namene, hkrati pa jih lahko uporabljajo za omejeno protipodmorniško bojevanje.
Največja podmornica na začetku druge svetovne vojne, FS Surcouf, je bila podmornica letalonosilka, ki je lahko na krov sprejela eno letalo MB.411. Med samo vojno pa je Japonska zgradila razred podmornic I-400, ki je še danes razred največjih podmornic druge svetovne vojne in največjih ne-jedrskih podmornic. Podmornice tega razreda so lahko sprejele 3 letala Aichi M6A1 Seiran.